# Реймонд Бернар Кеттел
Реймонд Бернар Ке́ттел (Кеттелл) (англ. Raymond Bernard Cattell; 20 березня 1905 — 2 лютого 1998) — британський і американський психолог, зробив вагомий внесок у розвиток диференціальної психології в областях: рис особистості, здібностей і мотивації. Автор однієї з найбільш впливових теорій особистості, розроблених в психології XX століття, автор теорії гнучкого і кристалізованного інтелекту. Був послідовним прихильником мультиваріативних досліджень в психології. Опублікував 55 книг і більше 500 статей. Автор 16-факторної моделі особистості та відповідної психодіагностичної методики.

## Біографія
Реймонд Бернар Кеттел народився в Стаффордширі у 1905 році. В 16 років вступив до Королівського коледжу Лондонського університету, де вивчав хімію і фізику. 1924 року Кеттел одержав ступінь бакалавра за спеціальністю «хімія» в Лондонському університеті. За кілька місяців до закінчення і отримання диплома з відзнакою вирішив присвятити свою кар'єру психології. 1929 року здобув ступінь доктора психології в Лондонському університеті. Будучи студентом-дипломником, працював в якості асистента у видатного психолога Чарльза Спірмена, який розробив метод факторного аналізу.

З 1932 по 1937 рік Кеттел керував психіатричною клінікою міста Лейсестера на посаді директора. У 1937 р. йому присвоїли ступінь доктора наук Лондонського університету. Після цього Кеттел співпрацював з професором Е. Л. Торндайк в педагогічному коледжі Колумбійського університету в Нью-Йорку. З 1938 р. Кеттелл працював професором психології в Університеті Кларка, а з 1941 — лектором в Гарвардському університеті. У 1944 р. Кеттелл перейшов в Іллінойський університет на посаду професора-дослідника в галузі психології. Там він керував лабораторією з дослідження особистості і аналізу групової поведінки (займав цю посаду 30 років).
У 1973 р. Кеттел переїхав в Боулдер, де заснував Інститут з дослідження основ моралі і самореалізації. З 1977 р. став консультуючим професором при Гавайському університеті, а також почесним професором в Іллінойсі.
Помер Кеттел 2 лютого 1998 року у віці 92 років, у своєму будинку на Гаваях.

## Основні праці
У 1940-х рр. Кеттел опублікував безліч книг і статей, які висвітлюють дослідження різних областей — експериментальної психології, соціальної психології і генетики. Основні його праці належать до області систематичного дослідження особистості людини. Найзначніші роботи в цьому напрямку:
- 1946 г. — «Опис і вимір особистості»,
- 1950 г. — «Особистість: системне теоретичне і фактичне дослідження»,
- 1957 г. — «Особистісний та мотиваційний структурний вимір»,
- 1965 г. — «Науковий аналіз особистості»,
- 1982 г. — «Спадкування особистості і здібностей»,
- 1987 г. — «Бейондізм: релігія від науки».

Також Р. Кеттел провів цікаві психологічні дослідження в області: гумору (1947), музичних уподобань (1954), лідерства (1954), інтелекту (1963), психопатології (1966), креативності (1968), установки на реакції (1968).

## Теорія особистості
У визначенні Кеттела, особистість являє собою систему рис, яким він дає власну класифікацію. На його думку, риса — це деяка ментальна сутність, яка відповідає за узгодженість спостережуваної поведінки. Далі він розрізняє вихідні та поверхневі риси. Перші являють собою реальні внутрішні сили особистості, що лежать в основі і надалі визначають множинні зовнішні прояви. Поверхневі ж риси є відкритими, видимими змінними, що відбуваються на поверхні. Вони — лише продукт взаємодії вихідних рис, тому не такі значущі. Вихідні риси Кеттел ділить на ті, що формуються середовищем і конституціональні (спадкові).
З модальної точки зору вчений розрізняє риси: динамічні (що призводять до дії в певному напрямку), риси-здатності (що визначають ефективність досягнення мети) і темпераментальні (пов'язані з внутрішніми мотивами особистісних реакцій).
Використовуючи інформацію про різні риси індивідуума, Кеттел склав дуже просте рівняння, що характеризує можливу поведінку людини в конкретній ситуації. Воно має вигляд:

R = s1T1 + s2T2 + s3T3 +…+ snTn,

де Т — певна риса; s — її оцінка.
Це специфікаційне рівняння дає можливість передбачити реакцію індивідуума в майбутньому на основі характеристик його особистості, оцінених в сьогоденні. Рівняння можна використовувати в тестуванні.
Особливу увагу в своїх роботах Кеттел приділяє докладнішому розгляду динамічних характеристик. Він розділяє їх на три групи: аттітюди, ерги і почуття.
Аттітюд — це, за визначенням Кеттела, видиме зовнішнє вираження внутрішньої динамічної структури, з якої також виділяються ерги і почуття. Простими словами, формула аттитюда виглядає приблизно так: інтерес певної інтенсивності в якійсь дії щодо певного об'єкта.
Ерг можна назвати конституціональною динамічною вихідною межею, щось схоже з інстинктом або вродженою схильністю. У своїх дослідженнях Кеттел виявив 10 ергов: голод, секс, стадність, батьківська протективність, цікавість, втеча (страх), войовничість, користолюбство, самоствердження і нарцисична сексуальність.
Почуття — динамічна риса, яка формується під впливом навколишнього середовища. Воно має схожість з ергом, але є не вродженим, а набутим. Згідно Кеттела, почуття мають тенденцію до організації навколо значних об'єктів культури, щодо яких з часом і з набуттям досвіду дедалі більше виробляються аттітюди. Дослідження Кеттела виявили почуття, пов'язані з кар'єрою, спортом, релігією, батьками, коханою людиною, а також з власним «Я». Цікаво, що останнє почуття виявилося одним з найстабільніших в проведених дослідженнях.
Взаємозв'язок різних рівнів динамічних характеристик Кеттел представив у вигляді динамічної решітки. Вона являє собою мотиваційну структуру, в першій частині якої відображені ерги (базові біологічні імпульси); в середині — почуття, кожне з яких взаємопов'язане з декількома ергами; в третій частині представлена структура аттітюдів, які відповідають лініям певних дій, що відносяться до позначених об'єктів. Кожен аттітюд взаємопов'язаний з декількома почуттями, а через них є виразом цілого ряду ергів.
Почуттю «Я» в дослідженнях Кеттела відведено особливе місце. Він вважає, що це почуття відіграє найважливішу роль в активності і розвитку особистості людини. Воно впливає на задоволеність всіх почуттів і ергів, тому є свого роду «чільним» почуттям.
Вивчення розвитку особистості Р. Кеттел виробляв, як на рівні опису тимчасових змін її структури, так і на рівні генетики і вимірювання впливу навколишнього середовища. Для оцінки впливу спадковості і середовища вчений створив метод MAVA (множинний абстрактний аналіз варіацій). Досліджувалися близнюки та сиблінги (брати або сестри), що виховуються в одній сім'ї. Цей метод виявив цікаву тенденцію з боку впливів середовища протистояти проявам генетичних відмінностей. Кеттел відніс це явище до закону біосоціального насильства.
Досліджуючи явище навчання, що грає значну роль в процесі розвитку особистості, Кеттел проводить розмежування. Він розрізняє класичне, інструментальне і інтегральне навчання. Класичне зумовлювання охоплює емоційні реакції на дії навколишнього середовища. Інструментальне зумовлювання відіграє значну роль в побудові динамічної решітки. Особливий інтерес представляє одна з його форм, яку Кеттел назвав «злитим навчанням». При цьому навчанні певна поведінка (або аттитюд) є шляхом досягнення відразу кількох цілей. Інтеграційне навчання передбачає прагнення індивідуума до максимізації загального довгострокового задоволення, при цьому, висловлюючи окремі ерги і пригнічуючи або витісняючи інші.
Значний вплив на формування особистості надають множинні соціальні інститути. Кеттел надавав великого значення соціокультурним детермінантам поведінки. Найбільший вплив на особистість людини надає сім'я, потім також вельми значущими для індивідуума інститутами є професія, школа, група однолітків, релігія, політична партія, а також нація. Їх вплив протікає одним з трьох способів:
1) умисний намір створити певний тип особистості;
2) ситуаційні або екологічні фактори призводять до ефектів, не передбачених суспільством;
3) індивід може сам визначити для себе необхідність подальшої зміни особистості внаслідок важливих мотивів.
Вельми важливо описати і диференціювати за певними параметрами різні соціальні групи або інститути для подальшого дослідження, як окремої особистості, так і певної соціальної групи, а також взаємовідносин між ними. Кеттел вивів 28 положень щодо відносин між індивідуальною особистістю і так званою груповою сінтальністью.

## Ключові поняття
Аттітюд (Attitude). Специфічний спосіб дій, який суб'єкт бажає або хоче реалізувати в конкретній ситуації. Аттітюд охоплює стимул або ситуацію, інтерес (інтенсивне бажання), реакцію і об'єкт. Походження конкретного аттітюда зазвичай простежується до первинного, вродженого спонукання, тобто одного з ергів.
Динамічна риса (Dynamic trait). Риса, що активізує і направляє людину до конкретних цілей. До динамічних характеристик відносяться ерги і семи.
Динамічне обчислення (Dynamic calculus). Комплексний метод визначення сили і спрямованості аттітюдів. У динамічному обчисленні ерги і семи розглядаються як основа будь-якої мотивації, вони входять в поведінкове рівняння (behavioral equation), що дозволяє обчислити аттітюд даного індивіда в конкретній ситуації.
Кореляційна матриця (Correlation matrix). Загальна сукупність даних в масі змінних, які використовують у факторному аналізі.
Кристалізований інтелект (Crystallized intelligence). З іншого боку, відповідає за застосування в сьогоденні раніше здобутих знань. Первинний чинник B — це кристалізований інтелект, і для нього Кеттел оцінив частку спадковості в 60 %. Для рухомого інтелекту, риси другого порядку, частка спадковості дорівнює 65 %.
Основні риси (Source traits). Риси, які спричиняють поведінку, основні структури, що становлять особистість.
Поверхневі риси (Surface traits). Спостережувані форми поведінки, мають значення лише як вихідний пункт, з якого зручно починати дослідження, або як індикатори основних рис.
Рухомий інтелект (Fluid intelligence). Дозволяє нам засвоювати новий матеріал, незалежно від того, чи доводилося нам вже мати справу з подібними речами.
Семи (Sems [socially shaped ergic manifolds]). «Соціально сформовані провідні структури ергів». Вивчені або надбані динамічні риси, проміжні цілі, що зв'язують аттітюд з початковим ергом. Семи беруть свою енергію з ергів і надають аттітюдам деяку організацію і стабільність.
Стан (State). Поняття, яке Кеттел відносить до тимчасових змін в поведінці, які з'являтимуться в результаті змін у навколишньому середовищі. Приклади психологічних станів — радість, гнів, страх, занепокоєння. У число фізіологічних станів входять ритм серця, температура тіла і кров'яний тиск.
Здатність (Ability trait). Динамічна риса особистості, яка визначає вміння і ефективність в досягненні цілей.
Темпераментна риса (Temperament trait). Основна риса, що впливає на емоційні характеристики поведінки.
Фактор (Factor). Прихована змінна, що отримується при обробці даних за допомогою факторного аналізу.
Факторне навантаження (Factor loading). Кореляція між цим пунктом і фактором, з яким він співвідноситься.
Факторний аналіз (Factor analysis). Метод, який використовують для визначення прихованих психологічних змінних особистості або прихованих змінних в питаннях тестів, які виявляються при обробці кореляційної матриці.
Риса (Trait). Відносно постійна властивість або розташування, те, від чого залежить поведінка людини в конкретній ситуації.
Ерг (Erg). Вроджене біологічне спонукання або мотив. Ерги у людей — еквіваленти інстинктів у тварин. Термін «ерг» відноситься до енергії, що походить з первинних мотивів, таких як сексуальний потяг, голод, цікавість, гнів і т. Д. Кеттел виділив 10 основних ергів, більшість з яких властиві також і ссавцям.
L-дані (L-data). Дані вимірювання поведінки в природних умовах.
Q-дані (Q-data). Індивідуальні дані, отримані за результатами заповнення опитувальників.
T-дані (T-data). Дані, отримані за допомогою об'єктивних тестів.

## Публікації
- Cattell, R. B. (1983). Structured personality learning theory. New York: Praeger.
- Cattell, R. B. (1984). The voyage of a laboratory: 1928—1984. Multivariate Behavioral Research, 19, 121—174.
- Cattell, R. B. (1990). The birth of the Society of Multivariate Experimental Psychology. Journal of the History of the Behavioral Sciences, 26, 48-57.